# Rhorus flavopictus
Rhorus flavopictus är en stekelart som först beskrevs av Gabriel Strobl 1903.  Rhorus flavopictus ingår i släktet Rhorus och familjen brokparasitsteklar. Arten är reproducerande i Sverige. Inga underarter finns listade i Catalogue of Life.